# Michel Guérard des Lauriers
Michel Guérard des Lauriers (Suresnes, 25 ottobre 1898 – Cosne-Cours-sur-Loire, 27 febbraio 1988) è stato un religioso domenicano francese con il nome di fra Louis-Bertrand e, successivamente, un vescovo cattolico tradizionalista sostenitore del sedeprivazionismo e scomunicato dalla Santa Sede nel 1983.

## Biografia
Michel-Louis Guérard des Lauriers nacque a Suresnes il 25 ottobre 1898. Nel 1921 si iscrisse alla Scuola Normale Superiore di Pisa, passando l'esame di concorso di matematica nel 1924. Successivamente studiò per due anni matematica all'Università degli Studi di Roma "La Sapienza", divenendo allievo del professor Tullio Levi-Civita.
Nel 1925 entrò a far parte dell'Ordine dei Frati Predicatori, accedendo al noviziato nel 1927 e compiendo la sua professione solenne nel 1930. Ordinato sacerdote nel 1931, nel 1933 diventa docente presso la scuola teologica domenicana Le Saulchoir, a cui si aggiunge nel 1961 la cattedra in teologia dogmatica presso la Pontificia Università Lateranense. Fu anche membro della Pontificia accademia di San Tommaso d'Aquino. Nel 1940 ricevette un dottorato in matematica con la tesi Sur les systèmes différentiels du second ordre qui admettent un groupe continu fini de transformations.

### Opposizione al Concilio Vaticano II
Con l'avvento del Concilio Vaticano II, Des Lauriers divenne progressivamente preoccupato dai cambiamenti in corso nella Chiesa Cattolica; nel 1969 fu tra gli autori del Breve esame critico del Novus Ordo Missae, un opuscolo inviato dai cardinali Alfredo Ottaviani ed Antonio Bacci a Papa Paolo VI in cui si criticava il nuovo messale romano. Montini chiese alla Congregazione per la Dottrina della Fede di analizzare i contenuti dell'opuscolo: essa concluse che molte affermazioni contenute in esso erano "superficiali, esagerate, inesatte, emozionali e false"; alcune di esse furono però accolte e il nuovo messale venne modificato per venire incontro a tali problematiche.
Nel 1970 si avvicinò, pur senza affiliarsene, alla Fraternità Sacerdotale San Pio X, società di vita apostolica tradizionalista guidata dall'Arcivescovo Marcel Lefebvre che respingeva le decisioni del Concilio Vaticano II. Scrisse inoltre la Risposta alla «Lettera a un religioso» pubblicata nella prima edizione italiana (Borla, 1970) della Lettera a un religioso di Simone Weil.

#### Sedeprivazionismo e scomunica
Nel 1978 Des Lauriers radicalizzò le sue posizioni, pubblicando sulla rivista teologica Cahiers de Cassiciacum la tesi secondo cui Papa Paolo VI avrebbe apertamente diffuso e sostenuto posizioni eretiche e, pertanto, era divenuto Pontefice solo materialmente, ma non anche formalmente, quindi non Papa; in tale medesima situazione si sarebbero trovati anche i suoi successori, a meno che essi non avessero revocato le dottrine eretiche del Concilio. Tale tesi, basata sulla filosofia tomista, è nota come Tesi di Cassiciacum o "sedeprivazionismo" Il rigetto dell'autorità papale portò Des Lauriers alla rottura con Monsignor Lefebvre, che invece continuò a riconoscere Paolo VI ed i suoi successori come legittimi pontefici..
Giunto alla conclusione che i sacramenti concessi tramite il nuovo rito cattolico fossero di dubbia validità (se non totalmente invalidi), Des Lauriers decise che era necessario agire per preservare una valida successione apostolica. Ciò avvenne nel 1981, quando venne consacrato illecitamente vescovo da Pierre Martin Ngô Đình Thục, ex arcivescovo di Huê; Thục era stato precedentemente scomunicato nel 1976 da Papa Paolo VI dopo aver illecitamente consacrato a vescovo Clemente Domínguez, ma si era successivamente riconciliato con la Santa Sede. Quando la notizia della consacrazione divenne nota, Des Lauriers e Thục vennero scomunicati dal Cardinal Joseph Ratzinger nel 1983.

#### Attività successive, morte ed eredità
Attivo sostenitore del movimento sedeprivazionista, Monsignor Des Lauriers consacrò vescovi Günther Storck nel 1984 e Robert McKenna nel 1986. Sempre a partire dal 1986, coltivò stretti rapporti con l'Istituto Mater Boni Consilii (IMBC), anch'esso di orientamento sedeprivazionista, di cui benedì le finalità. Nel 1987, consacrò all'episcopato il sacerdote dell'IMBC Franco Munari a vescovo.
Des Lauriers morì a Cosne-sur-Loire il 27 Febbraio 1988 ed è attualmente sepolto nel cimitero di Raveau. La sua Tesi di Cassiciacum è attualmente sostenuta da due vescovi sedeprivazionisti: Geert Stuyver dell'Istituto Mater Boni Consilii e Donald Sanborn del Roman Catholic Institute.

## Genealogia episcopale
La genealogia episcopale è:
- Patriarca Eliya XII Denha
- Patriarca Yukhannan VIII Hormizd
- Vescovo Isaie Jesu-Yab-Jean Guriel
- Arcivescovo Yosep V Hindi
- Patriarca Yosep VI Audo
- Patriarca Eliya XIV Abulyonan
- Patriarca Yosep Emmanuel II Thoma
- Vescovo François David
- Vescovo Antonin-Fernand Drapier
- Arcivescovo Pierre Martin Ngô Đình Thục
- Vescovo Michel Guérard des Lauriers, O.P.

La successione apostolica è:
- Vescovo Günther Storck (1984)
- Vescovo Robert McKenna (1986)
- Vescovo Franco Munari (1987)